# Veilchenschwank
Der Veilchenschwank gilt als die bekannteste Schwankerzählung des hochmittelalterlichen Autors und Sängers Neidhart von Reuental. Die Personen, die im Schwank auftreten, sind der Ritter Neidhart (Protagonist), die Herzogin von Österreich und einige Bauern. Die Stellung des Veilchenschwanks im Werk des Autors lässt sich vor allem an dessen Handlung festmachen. Diese ist initiativ und richtungweisend für die auf ihn folgenden Schwänke des Schwankromans Neithart Fuchs, in dem der Veilchenschwank überliefert ist. Besonderes Interesse erweckt der Veilchenschwank durch seine vielfältige Überlieferung und seine große, lang anhaltende Popularität. Die wichtigste Überlieferungsquelle ist die Berliner Neidharthandschrift c, die sogenannte „Riedsche Handschrift“.

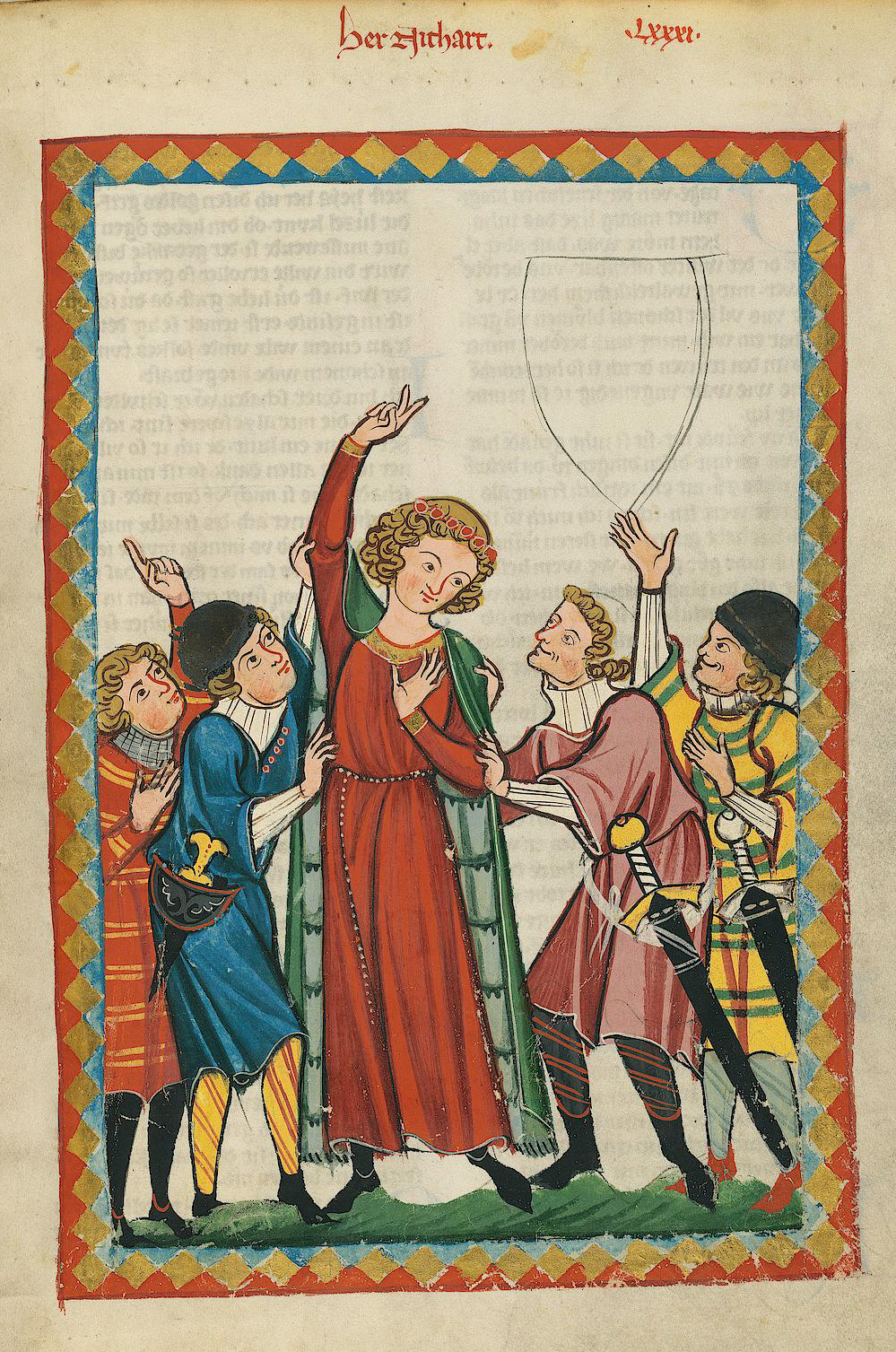
Herr Nithart (Codex Manesse, um 1300)

## Autor
Der Veilchenschwank wird dem mittelalterlichen Autor und Sänger Nîthart, lautlich modernisiert „Neidhart“, zugeschrieben. Ein genaues Geburtsjahr des Autors kann nach heutigem Stand der Forschung nicht festgelegt werden. Durch die Erwähnung seines Namens in zahlreichen Handschriften kann jedoch geschlossen werden, dass er um das Jahr 1190 geboren sein muss. Seine erste Erwähnung findet sich im Willehalm Wolframs von Eschenbach. In vielen Handschriften, unter anderem der „Manesseschen Handschrift“ C, wird er als „Herr“ bezeichnet, was Aufschluss über seinen adligen Stand gibt. Auch sein Name lässt Rückschlüsse auf seinen gesellschaftlichen Stand zu. Nîthart, „der im Kampfeszorn Starke“, scheint ein geeigneter Name für einen Adligen, der voraussichtlich den Beruf des Kriegers ergreifen wird. In der „Manesseschen Liederhandschrift“, Blatt 273, ist ein Wappen abgebildet, welches allerdings nicht ausgefüllt ist. Dieses könnte auf Kenntnismangel des Malers zurückzuführen sein, doch die Tatsache, dass ein Wappen über seinem Abbild eingezeichnet wurde, ist ein klares Indiz für eine adlige Herkunft des Künstlers. Auch Neidharts Kleider auf diesem Bild weisen auf seinen adeligen Stand hin.
Den größten Teil seines Lebens verbrachte Neidhart in Bayern. Der Legende nach soll er aus Meißen in Sachsen stammen. Dies impliziert der vollständige Titel des Schwankromans Neidhart Fuchs. Hier heißt es: „[...] gebürtig aus Meißen [...]“ Es existieren jedoch keinerlei historische Belege für Neidharts Herkunft. Das Dorf, in dem er wahrscheinlich aufwuchs, hieß Riuwental, in heutige Sprache übersetzt Reuental, nahe der Stadt Landshut. In einigen bayerischen Liedern lässt sich der Sänger als der von Riuwental ansprechen. Er hatte eine Ehefrau und mehrere Kinder. Ihre Namen sind jedoch nicht bekannt. In einem der Schwänke im Neidhart Fuchs ist die Rede davon, dass Neidharts Frau taub gewesen sei. Sie alle, Neidhart selbst, seine Frau und somit auch ihre Kinder müssen den Status des Edelfreien gehabt haben, denn um das Jahr 1232 siedelte die Familie von Bayern nach Österreich um, wo Neidhart, Textquellen zufolge, am Hofe der Herzöge Leopold und Friedrich von Österreich wirkte. Wären Neidhart oder seine Frau im Stand der Unfreien geboren, wäre ein solcher Ortswechsel nicht möglich gewesen. In Österreich entstand wahrscheinlich auch der Veilchenschwank, allerdings existiert auch eine Version des Werkes, in dem der Ort des Geschehens im bayrischen Raum liegt.
Neidharts Todesjahr lässt sich nicht genau festlegen. Interessant für die Forschung ist allerdings ein Grab an der Südseite des Stephansdoms in Wien. Es ist historisch belegt, dass hier ein Neidhart begraben liegt. Viele Indizien sprechen dafür, dass es sich bei dem Begrabenen tatsächlich um den mittelalterlichen Dichter handelt. Seine große Popularität, die lange über seinen Tod hinaus anhielt, könnte ein Begräbnis im Stephansdom gerechtfertigt haben. Eins dieser Indizien ist das Wappen, welches die lebensgroße Grabfigur ziert. Auf dem Wappen abgebildet ist ein Fuchs – eine Referenz zum Schwankroman Neidhart Fuchs, der nach dem Tod des Dichters als fiktive Biographie Neidharts veröffentlicht wurde. Hier zeigt sich zum ersten Mal, dass sich die Unterscheidung zwischen dem realen Autor und Sänger und der fiktiven, von ihm geschaffenen Figur Neidhart Fuchs manchmal als relativ schwierig darstellt. Das Grabmal am Wiener Stephansdom muss deutlich nach Neidharts Tod geschaffen worden sein. Sollte es tatsächlich der Dichter sein, der hier begraben liegt, müssen seine Gebeine von einer früheren Grabstätte dorthin gebracht worden sein. Zu dem Zeitpunkt, als das Grabmal geschaffen wurde, könnte die Legende der fiktiven Figur Neidhart Fuchs die Existenz des realen Dichters Neidhart von Reuental schon so weit überlagert haben, dass der Künstler davon ausging, der Dichter selbst habe den Namen Neidhart Fuchs getragen. Die Frage, inwieweit die Lieder Neidharts (auto-)biographische Züge haben, also Auskunft über das tatsächliche Leben des Dichters geben, hat die Neidhartforschung von Beginn an beschäftigt und wird wohl nie ganz zu klären sein.
Gemessen am Umfang seiner überlieferten Texte war Neidhart der erfolgreichste der deutschen Minnesänger nach Walther von der Vogelweide. Seine Interpretation des höfischen Liebeslieds war seinerzeit eine völlig neue, da er das bis dato dem Adel vorbehaltene Konzept der höfischen Liebe mit der dörflichen Welt der Bauern in Verbindung brachte.

## Handlung
Der Ritter Neidhart zieht im Frühjahr durch die Felder, um nach Boten des nahenden Sommers zu suchen. Bald darauf findet er tatsächlich „den ersten veyhell“ (das erste Veilchen (V.8)) auf einer Wiese. Er bedeckt es mit seinem Hut und, wie es die Tradition verlangt, verkündet er seinen Fund sogleich der Herzogin von Österreich, die mit ihrem Gefolge anreist, um den ersten Frühlingsboten feierlich zu pflücken.
| Do gieng Ich sunder tógen.   | So ging ich, tüchtig wie ich war |
| Auff die burg vnd redt also. | Auf die Burg und erzählte davon  |
| Die rede ist one lúgen.      | Was ich sage ist nicht gelogen   |
| Ir solt alle wesen fro.      | Ihr sollt alle glücklich sein.   |

Der Ritter Neidhart erwartet Ruhm und Lob für seinen Fund. Einige Bauern (in Neidharts Werken oft auch als Dörper bezeichnet) aber haben Neidhart bei seiner Entdeckung aus dem Hinterhalt heraus beobachtet. Sie pflücken ihrerseits das Veilchen und verstecken an dessen Stelle einen Kothaufen unter Neidharts Hut. Als Neidhart der Herzogin das Veilchen präsentieren will, findet diese nur den Kothaufen vor und ist empört über die Frechheit des Ritters. Neidhart ist gedemütigt wie nie.
| Ich wolt das ich wer todt | Ich wünschte, ich wäre tot |

Voller Zorn und Scham schwört er Rache an den Bauern. Diese führen indes einen Freudentanz ob ihres gelungenen Streiches auf. Neidhart bestraft alle zweiunddreißig Bauern schwer, indem er ihnen das linke Bein abhacken lässt. Die Bauern verfluchen darauf das Veilchen, welches ihnen so viel Elend eingebracht und dafür gesorgt habe, dass sie nie mehr tanzen können.
| verflucht sey der summer.    | Verflucht sei der Sommer,         |
| den der Neithart erst fandt  | den der Neidhart gefunden hat.    |
| Nun múß wir leiden kummer    | Nun müssen wir Kummer leiden.     |
| so der veyhell sey geschannt | Schande sei über das Veilchen     |
| Nu múg wir nymer springen    | Nun können wir nicht mehr tanzen. |

## Personen
Der Protagonist des Veilchenschwanks ist der Ritter Neidhart. Er ist auch der Erzähler und schildert die Ereignisse aus seiner Perspektive. Die Herzogin von Österreich (*In den Handschriften f und s, sowie dem Druck z ist der Schauplatz Österreich, in der Handschrift c ist der Schauplatz Bayern. In diesem Fall ist die Herzogin nicht die Herzogin von Österreich, sondern die Herzogin von Bayern) ist die adlige Dame, die der Ritter mit seinem Fund beeindrucken möchte. Im Veilchenschwank ist von zweiunddreißig Bauern, die Rede, die von Neidhart bestraft werden. Es werden allerdings nur einige wenige namentlich genannt. Ursprung des Übels ist der Bauernfilz (vilczgepawer), der Neidhart beim Fund des Veilchens beobachtet. Sein Bruder Hinkebein (hincke), ist derjenige, der den Kothaufen unter Neidharts Hut versteckt. Im Zuge des Freudentanzes der Bauern werden noch weitere Bauern genannt, die sich lauthals singend über das Unglück Neidharts lustig machen: Wildsau (Irenberr) und Irrenfried (Irrenfrid), Roßwein (roßwin), Rotzwein (goßwin) und der Schmied, der junge Lanze (Iung lancz) und sein Bruder Augenspießer (vczenger), Fritzbär (frisber), Ranze (ranczer) und Plattfuß (platfuß). Die Namen der Bauern sind sprechende Namen. Sie deuten auf ihr ungehobeltes Benehmen, ihr grobes Auftreten und ihre Dummheit hin. Die Nennung vieler Namen in rascher Abfolge stellt die Bauern als Haufen dar, der als Gegensatz zum kultivierten Einzelnen in der höfischen Gesellschaft gedacht ist.

## Stellung im Werk des Autors
Der Veilchenschwank ist der bekannteste Stoff der Neidhart-Tradition. Der Schwank selbst ist in zwei handschriftlichen Fassungen überliefert. Interessanterweise finden sich beide Versionen in der Berliner Neidhart Handschrift. Er kann im Gesamtwerk Neidharts, zusammen mit dem Hosenschwank, als sogenannter Initialschwank angesehen werden. Dies lässt sich am Inhalt festmachen, jedoch muss der Stoff der übrigen Neidhartschwänke zunächst erläutert werden: Der Ritter Neidhart tritt in den zehn auf Veilchen- und Hosenschwank folgenden Schwankliedern als Bauernfeind in Erscheinung. Die zehn Schwänke folgen einem grundlegenden Aufbauschema:
1. Natureingang (Im Veilchenschwank = Sommer)
2. Beschreibung/Beschimpfung der Bauern
3. Neidhart vollzieht eine gegen die Bauern gerichtete Handlung
4. Belohnung des Bauernfeindes durch den Herzog

Das Handlungsschema des Veilchenschwanks unterscheidet sich von den auf ihn folgenden Schwänken. Im Veilchenschwank ist der Protagonist, der Ritter Neidhart, der Unterlegene. Seine Gegenspieler, die Bauern, antizipieren seine Handlungsweise und nutzen diese für seine Schädigung. Dieses Muster wird in den auf den Veilchenschwank folgenden Schwänken umgekehrt. Fortan ist es der Ritter Neidhart, der die Rolle des Listigen einnimmt. Die Bauern bleiben zwar die Handelnden, nun ist es jedoch der Ritter Neidhart, der ihre Handlungen antizipiert. Die Boshaftigkeit der Bauern fällt immer wieder auf sie selbst zurück. Dem Veilchenschwank kommt somit eine legitimierende Funktion zu. Er stellt Neidharts Motivation für den Bauernhass dar und legt den literarischen Grundstein für die Feindschaft zwischen dem Protagonisten und den Dörpern. Außerdem werden die Racheakte Neidharts an den Bauern, die in den folgenden Schwänken beschrieben werden, durch den Veilchenschwank legitimiert. Peter Strohschneider leitet daraus die Formel ab, dass eine „Logik der Rache“ die Schwankreihe beherrsche.

## Form
Der Veilchenschwank ist in 5 Abschnitte (I–V) eingeteilt. Jeder dieser Abschnitte umfasst 19 Verse. Das Reimschema ist von Kreuzreimen dominiert. Der erste Abschnitt wird beispielsweise von einem solchen Kreuzreim eröffnet.
Urlaub hab der winter.

vnd auch der kalte snee.

vns kumpt ein summer linder.

man siht anger vnd klee.
Es finden sich jedoch auch immer wieder Kettenreime, die in die Abschnitte eingestreut sind. Es existiert kein einheitliches Metrum. In der Berliner Neidharthandschrift c ist der Veilchenschwank unter dem Namen „Der veyhell“ zusammen mit einer Melodieaufzeichnung überliefert, welche ihrerseits in vier thematische Abschnitte unterteilt ist.
Die fünf Abschnitte des Schwanks stellen fünf thematische Einheiten dar. Der erste Abschnitt (I) wird durch einen für Neidhart typischen Natureingang eröffnet. Neidharts Werke lassen sich grob in Sommer- und Winterlieder einteilen. Die einen sind durch einen sommerlichen, die anderen durch einen winterlichen Natureingang gekennzeichnet. Dieser Natureingang eröffnet sogleich eine Assoziation über die Stimmung des Werks. Die Winterlieder zeugen von einer düsteren Schwermütigkeit, während die Sommerlieder eher von heiterer Beschwingtheit des lyrischen Ichs gekennzeichnet sind. Der Veilchenschwank wird nun also durch einen sommerlichen Natureingang eröffnet. Es wird die erwachende Natur beschrieben, die das lyrische Ich dazu bewegt, nach dem Veilchen zu suchen. Es ist voller Freude und Tatendrang über den kommenden Sommer. Im zweiten Abschnitt (II) findet der Ritter dann das Veilchen. Es wird sogleich geschildert, wie ihn zwei Bauern im Hinterhalt beobachten und ihre Untat begehen. Die Bauern sind also von Anfang an als die Schuldigen auserkoren, die nichts als Böses im Sinn haben. Abschnitt III beschreibt Neidharts Ankunft im Schloss der Herzogin, den festlichen Zug zur Fundstelle, und endet mit der Schmach Neidharts, als die Herzogin den Hut hebt. Das Überbringen des Veilchens hat nicht nur die Bedeutung der Ehrerbietung des Ritters an die Herzogin. Das Veilchen kann ebenso als Symbol für die sogenannte Maibuhlenschaft des Ritters an die geliebte Dame angesehen werden. Dies erklärt die heftige, gekränkte Reaktion der Herzogin. Der vierte Abschnitt (IV) ist gekennzeichnet durch die Empörung der Herzogin und Neidharts Wehklage über sein Unglück. Im fünften (V) und letzten Abschnitt wird der Freudentanz der Bauern über ihren Streich und Neidharts Rache in Form einer brutalen Schlägerei beschrieben.
Im fünften Abschnitt (V) kommt es auch zu einem sprachlichen Bruch. War der Schwank in den vorangegangenen Abschnitten im „höfischen Spielmannston“ gehalten, der keine groben Obszönitäten beinhaltete, so kommt es jetzt zum sprachlichen Bruch hin zum „Dörpermilieu“. Es wird geflucht und es kommt zu einer brutalen Prügelszene, in der zweiunddreißig Bauern ihr linkes Bein verlieren. Es kommt somit zur Konkurrenzsituation nicht nur in der Handlung zwischen dem Ritter Neidhart und den Dörpern, sondern auch auf sprachlicher Ebene zwischen gehobener, höfischer Sprache und niederer Dörpersprache.

## Rezeption

### Rezeption bei Erscheinen
Die Neidhartschen Schwänke waren, trotz ihres dörflichen Settings, zum Vortrag am Hofe der Adelsgesellschaft des Spätmittelalters bestimmt. Der Ritter Neidhart stellte dabei die Identifikationsfigur des Adels dar. Er stand für das Kultivierte, das Höfische. Die Bauern hingegen wurden als ungehobelt und unkultiviert dargestellt. Dieses Bild entsprach der Grundeinstellung des höfischen Publikums: Bauern können nicht kultiviert handeln, da ihnen die geburtsbedingte Exklusivität fehle. Der Veilchenschwank und auch die weiteren Schwänke Neidharts waren zur Belustigung der höfischen Gesellschaft bestimmt. Dies impliziert, dass das unkultivierte Verhalten der Bauern keine Empörung, sondern Gelächter bei den Rezipienten hervorrief, und könnte auf einen heimlichen Gefallen am Unkultivierten, und ganz sicher auch auf ein sicheres Überlegenheitsgefühl des Adels gegenüber den Bauern zurückzuführen sein. Es ist anzunehmen, dass Neidhart selbst seine Schwänke am Hofe vortrug. Schnell wurden die Themen seiner Schwänke von anderen Künstlern übernommen, da sie sich großer Popularität beim Publikum erfreuten. Auch diese Künstler trugen die Schwänke und Lieder vor adeligem Publikum vor. Neidhart selbst war ein abhängiger Dichter, das heißt, er schrieb seine Lieder und Schwänke, um Erfolg beim Vortrag zu haben und Lohn zu erhalten. Anders als viele seiner Zeitgenossen zog er jedoch nicht stetig von Adelshof zu Adelshof, sondern er blieb länger am selben Ort. In der Weltordnung des Mittelalters hatte jeder Mensch seinen Stand, der als gottgegeben angesehen wurde. Die Bestimmung der Bauern war es, Landwirtschaft zu betreiben und dem Adel, dessen Pflicht der Waffendienst im Kampf war, landwirtschaftliche Waren zu liefern. In Neidharts Wirkungszeit, dem Spätmittelalter jedoch, begann diese Gesellschaftsordnung diffus zu werden. Der Adel verarmte zusehends, durch das teure Leben in den Städten, während die bäuerliche Landbevölkerung immer wohlhabender wurde. Neidhart verstand es in seinen Schwänken, die Bauern als lächerlich und dumm hinzustellen und gab seinem adligen Publikum somit das Gefühl der sicheren Überlegenheit zurück. Die Bauern sind in Neidharts Schwänken sind stets als diejenigen dargestellt, die höfisches Verhalten zu kopieren suchen, daran aber stets auf lächerliche Art und Weise scheitern. Neidhart gab seinen adligen Zuhörern das Gefühl, weit über den einfältigen Bauern zu stehen. Dies wird einer der Faktoren für seinen großen Erfolg gewesen sein.

### Überlieferung
Es existieren keine Originalaufzeichnungen des Dichters Neidhart. Alle existierenden Handschriften, die seine Werke überliefern, wurden frühestens ein halbes Jahrhundert nach Neidharts Tod angelegt. Somit ist Neidhart ein Modellfall dafür, dass der Begriff der Autorenschaft im Minnesang eher weniger fest zu definieren ist. Die frühesten Textzeugen sind die, nach einem früheren Aufbewahrungsort, Schloss Riedegg in Österreich, benannte Riedegger Handschrift R und die Kleine Heidelberger Liederhandschrift A. Auch diese Handschriften wurden nach älteren, nicht überlieferten Quellen aufgezeichnet, die nicht von Neidhart selbst stammen. Hinzu kommt, dass die verschiedenen Fassungen im Falle von Mehrfachüberlieferung in Strophenbestand und Strophenfolge stark voneinander abweichen. Dies ist darauf zurückzuführen, dass die Dichter der Neidhartiana die Lieder nach eigenem Belieben veränderten, und eigene Strophen hinzufügten. Somit ist die Frage nach der genauen Autorenschaft häufig eine schwierige. Beim Autor selbst können ebenfalls Gründe für abweichende Überlieferungen liegen. Es ist durchaus möglich, dass Lieder nicht immer mit demselben Strophenbestand vorgetragen wurden, oder Liedtexte, je nach Anlass, variiert wurden. „Es ist uns heute nicht mehr möglich, das Autorenwerk Neidharts im Sinn von >echten< im Unterschied zu >Unechten< Liedern und Strophen aus der Textüberlieferung zurückzugewinnen.“
Der Veilchenschwank ist unter dem Namen „Der veyhell“ in der „Riedschen Handschrift“ c, der sogenannten Berliner Neidhart Handschrift überliefert. Bemerkenswert ist, dass in der Handschrift zwei unterschiedliche Versionen des Veilchenschwanks zu finden sind. Worauf diese Tatsache zurückzuführen ist, ist unklar. Der wohl signifikanteste Unterschied zwischen beiden Versionen ist die Örtlichkeit der Handlung. In einer Fassung findet diese in Bayern, in der anderen in Österreich statt. Dies kann wiederum darauf zurückzuführen sein, dass der Stoff des Veilchenschwanks von anderen Dichtern adaptiert und vorgetragen wurde. Da dies über einen größeren geographischen Raum hinweg geschah, könnten sich die Örtlichkeiten verschoben haben. Als der Stoff dann niedergeschrieben wurde, geschah dies nicht anhand der Originalversion Neidharts, sondern anhand der adaptierten Versionen. Bei der, nach einem früheren Besitzer benannten „Riedschen Handschrift“ handelt es sich um die größte Neidhart-Sammlung. Diese liegt heute in der Staatsbibliothek zu Berlin Preußischer Kulturbesitz unter der Signatur Ms. germ. fol. 779. Daher auch der Name „Berliner Neidhart Handschrift“. In ihr sind drei ursprünglich getrennte Handschriften zusammengebunden: die „Melusine“ von Thüring von Ringoltingen, das „Ehebüchlein“ von Albrecht von Eyb und die Neidhart-Sammlung Blatt 131-269. Zu vielen Liedern, so auch zum Veilchenschwank, wurden Melodien eingetragen.
Bereits in der ersten Hälfte des 14. Jahrhunderts ist der Veilchenschwank bildlich auf Wandmalereien in Zürich bezeugt und muss ab diesem Zeitpunkt auch mündlich tradiert worden sein. Die Wandmalereien bezeugen, neben der frühen Verbreitung und der weiten Akzeptanz des Neidhart-Stoffs in der mittelalterlichen Gesellschaft, auch die Intermedialität der Neidhart-Tradition, die ebenfalls auf die mündliche Verbreitung des Stoffs hinweist.
Es sind Quellen mittelalterlicher Kleriker überliefert, die die Neidhart-Fresken kritisieren. So schreibt Nicolaus Rutze (fl. 1477-um 1510), Theologe und Magister an der Universität Rostock: „In de stede des lidendes christi malen se de strid von troye unde in de stede der apostele malen se niterdes dantz effte andere nakede untuchtige wivesbilde unde meerwunder mit bloten brusten.“ Anstelle Christi und der Apostel, so bemängelt Rutze, würden Szenen des Trojanischen Kriegs und der anrüchige Stoff der Neidhart-Tradition, Tänze und entblößte Frauen an Wände gemalt. Dies ist eine klare Anspielung auf die Freizügigkeit und das unschickliche Benehmen der Landbevölkerung in Neidharts Schwänken. Der Veilchenschwank, mit seinem Corpus Delicti unter dem Hut, ist hierbei noch vergleichsweise harmlos.

### Wirkungsgeschichte
Der Erfolg Neidharts zeigt sich nicht ausschließlich in der Fülle seiner überlieferten Handschriften. Das Konzept seiner Lieder und Schwänke wurde schnell von anderen Liederdichtern übernommen. In der Handschrift c, der Berliner Neidhart-Handschrift, findet sich beispielsweise die Liedüberschrift „Ein Neidhart“. Dies zeigt, dass die Lyrik Neidharts zum Liedtypus wurde. Man schrieb im Neidhartstil. Die sogenannten Pseudo-Neidharte adaptierten die Grundmotive der Lyrik Neidharts. Der Natureingang der Werke, der durch den Dichter selbst geprägt worden war, wurde von seinen Nachahmern beibehalten und wurde schon bald zum Erkennungszeichen der Neidharte. Die Dörper-Lieder wurden zum Neuen Typus im Minnesang. Dieser wird auch gelegentlich als Niedere Minne bezeichnet. Das Corpus von Liedern, Spielen und Schwänken, die auf Neidhart zurückgehen, werden heute als Neidhartiana bezeichnet. Teilweise werden die Werke dem Autor Neidhart selbst zugeschrieben, zum Teil gelten sie aber auch bereits als eigenständige Gattung in dessen Tradition. Im Zentrum der Schwänke steht stets der Ritter Neidhart im Streit mit seinen Widersachern, den Dörpern. Der ursprüngliche Autor und Sänger Neidhart, entwickelte sich also zur literarischen Figur des Bauernfeindes.

### Rezeptionsgeschichte
Die Neidhart'schen Lieder und Schwänke, die heute der Neidhartiana zugeordnet werden, wurden zum Schwankbuch Neithart Fuchs zusammengefasst. Hierbei handelt es sich um ein im 15. und 16. Jahrhundert gedrucktes Büchlein, bestehend aus 88 kleinformatigen Seiten. Dieses geschah wohl aus biographischem Interesse am Helden Neidhart. Es ist jedoch ebenso möglich, dass ein Unterhaltungskünstler, ein Neidhart-Nachfolger, Modell für die Figur Neidhart Fuchs war. Zumindest einer dieser Nachfolger ist historisch dokumentiert. Am Hofe des Herzogs Otto wurde im Jahre 1408 „Nytharde dem naren“ ein Honorar gezahlt. Hierbei könnte es sich um einen Unterhaltungskünstler handeln, der Schwänke in der Neidhart-Tradition vortrug.
Nichtsdestotrotz handelt es sich bei dem Buch Neidhart Fuchs um eine fiktive Biographie, sie besteht aus einer Aneinanderreihung der Abenteuer des Bauernfeindes. Sie ist gegliedert in 37 formal selbstständige Episoden, welche jeweils mit einer Überschrift und meist einem Holzschnitt versehen sind. Sie enthält zwölf Schwanklieder, das Lied Neidharts Gefräß und zwanzig der Neidhartschen Sommer- und Winterlieder. Der Veilchenschwank ist im Schwankbuch Neidhart Fuchs in den Episoden II bis V zu finden (Handschrift c). Er ist der einzige Schwank, der sich über mehrere Episoden erstreckt und auch der einzige Schwank, der in zwei Versionen Eingang in das Buch gefunden hat. Der genaue Titel des Schwankbuches lautet, in heutige Schreibweise übertragen: „Wunderbarliche Gedichte und Historien des edlen Ritters Neidhart Fuchs, gebürtig aus Meißen, Dienstmann der durchlauchtigen, hochgeborenen Fürsten und Herren Otto und Friedrich, der verstorbenen Herzöge zu Österreich, und was er zu seinen Lebzeiten mit den Bauern und anderen angefangen und angestellt hat- sehr kurzweilig zu lesen und zu singen, so daß er mit Recht als der ZWEITE EULENSPIEGEL bezeichnet werden kann.“
Schon sehr früh wurden die Schwänke dramatisch bearbeitet und aufgeführt. Der Veilchenschwank erfreute sich dabei besonderer Beliebtheit. Die sogenannten Neidhartspiele zählen zu den frühesten weltlichen Schauspielen in deutscher Sprache.
So wurde aus dem Ritter Neidhart, dem Protagonisten der Schwanklieder, der Protagonist der sogenannten Neidhartspiele. Der Veilchenschwank stand stets im Mittelpunkt aller Spiele. Heute sind vier Spiele und eine Dirigierrolle erhalten:
1. Das St. Pauler oder Schwäbische Neidhartspiel gilt als das älteste Neidhartspiel. Es umfasst 66 Verse mit lateinischen Zwischentexten und drei Sprecherrollen (Proclamator, Herzogin, Neidhart). Seine Entstehung wird um 1400 im Bodenseeraum angesetzt. Das St. Pauler Neidhartspiel ist eine Folge von Monologen. Jegliche obszöne Äußerungen sind ausgespart. Auch der Kothaufen unter dem Hut wird nur vage umschrieben.[19]
2. Das Große Tiroler Neidhartspiel ist mit seinen 2624 Versen das längste deutschsprachige weltliche Spiel. Es beinhaltet 69 Sprecherrollen, zahlreiche Statisten, Tänzer und Musiker. Neben dem Veilchenschwank sind im Tiroler Neidhartspiel auch der Beichtschwank, der Kuttenschwank und der Faßschwank verarbeitet. Es finden sich ebenfalls Verweise auf einen Schwertfeger- und Säulenschwank, welche aber nicht isoliert erhalten sind. Ebenfalls enthalten sind die Friderûn-Episode und ein Teufelsspiel. Das Große Tiroler Neidhartspiel ist in einer 1494 gebundenen Handschrift aus Tirol überliefert.[19]
3. Das Kleine Nürnberger Neidhartspiel umfasst 236 Reimverse und 27 Sprecherrollen. Auch hier ist der Veilchenschwank zentrales Thema. Es wird ebenso auf den Salbenschwank angespielt. Das Kleine Nürnberger Neidhartspiel entstand wahrscheinlich im letzten Viertel des 15. Jahrhunderts in Nürnberg. Es ist zusammen mit dem Großen Tiroler Neidhartspiel überliefert.[19]
4. Das Sterzinger Neidhart-Szenarium ist die einzige volkssprachliche Dirigierrolle, vermutlich zur Aufführung des Sterzinger Neidhartspiels. Sie enthält 113 Reimpaare (Redeanfänge) und 107 Einzelzeilen und sieht etwa 50-60 Darsteller vor. Verfasst ist die Dirigierrolle um 1511 in Tirol und wurde überliefert in der Spielsammlung des Vigil Raber (Stadtarchiv Sterzing)
5. Das Sterzinger Neidhartspiel umfasst 1064 Zeilen. Die Darstellerzahl entspricht der Dirigierrolle. Es enthält, neben dem Veilchenschwank, den Faßschwank, eine Arztszene und eine Szene mit Neidharts Sohn. Wie die Dirigierrolle, ist das Sterzinger Neidhartspiel in der Raberschen Handschrift überliefert.[19]

Das gemeinsame Handlungsmotiv der Spiele ist die Zusammenkunft der höfischen, adligen Welt, vertreten durch den Ritter Neidhart, und der als vulgär und lächerlich dargestellten bäuerlichen Welt der Dörper. Die gewalttätigen Auseinandersetzungen Neidharts mit den Bauern gelten als Höhepunkte der Spiele. Die Spiele wurden wahrscheinlich vornehmlich zur Fastnachtszeit aufgeführt. Eine eindeutige Fastnachtspielfassung, „Ein  fasnacht spiel mit 8 person: Der Neidhart mit dem feyhel, hat 3 actus“ stammt von Hans Sachs und ist mit dem 9. Februar 1557 datiert. Das Spiel umfasst 508 Verse und verarbeitet neben dem Veilchenschwank auch den Kuttenschwank und den Schwank von Neidharts angeblich tauber Frau. (vgl. dazu das Schwankbuch Neidhart Fuchs, Episode XVIII) Teilweise wurde in den Neidhartspielen die Handlung des ursprünglichen Neidhart-Stoffs, wie er in den Handschriften zu finden ist, stark verfremdet und auf die jeweiligen neuen gesellschaftlichen Normen angepasst. Auch ergaben sich im Laufe der Zeit Veränderungen dessen, was vom Publikum als humorvoll erachtet wurde.
Bis in die Neuzeit hinein existieren zahlreiche Nachdichtungen und Abwandlungen des Veilchenschwanks, der Stoff wurde jedoch entscheidend verändert und auf neue gesellschaftliche Ordnungen und Normen angepasst. Das Handlungsgerüst bleibt bestehen, doch der Akzent der Pointe verlagert sich signifikant. Diese Veränderung bezieht sich hauptsächlich auf die Rezipienten des Stoffs, die mit voranschreitender Zeit nicht mehr in der Adelsgesellschaft, sondern im gemeinen Volk zu suchen waren. In der modernen Volksdichtung sind die Figuren des Neidhart und die der Herzogin vornehmlich durch den „alten Fritz“ und seinen Hofnarren „Kion“ ersetzt. Der wesentliche Unterschied zur ursprünglichen Veilchenschwank-Erzählung ist nun, dass der Narr als listiger Akteur auftritt und den „Großen“ einen lustigen Streich spielt. Der Narr verkörpert den Volkswitz, indem er seinem Herren ein Schnippchen schlägt. In den Volksschwänken geht es also nicht mehr darum, die Überlegenheit der höfischen Gesellschaft gegenüber der Landbevölkerung zu demonstrieren, sondern „der Witz der Unterschicht gegenüber den Herrschenden“ ist vordergründig.
Auch auf der Bühne lebt der Stoff der Neidhart-Tradition weiter. So wurde im alten Kärntnertor-Theater in Wien im Jahr 1795 das komische Ballett Das gefundene Veilchen von Salvatore Vigano aufgeführt. Und auch heute ist der Neidhartstoff noch nicht in Vergessenheit geraten. Bei der Feier zum 900. Jahrestag des Stifts St. Paul im Jahr 2009 wurde das St. Pauler Neidhartspiel von einer Theatergruppe des ansässigen Gymnasiums aufgeführt.